# Homoeocera dalsa
Homoeocera dalsa är en fjärilsart som beskrevs av William Schaus 1892. Homoeocera dalsa ingår i släktet Homoeocera och familjen björnspinnare. Inga underarter finns listade i Catalogue of Life.